# Plătărești
Plătărești is een Roemeense gemeente in het district Călărași.
Plătărești telt 3666 inwoners.